# Synthetic Genomics
Synthetic Genomics - przedsiębiorstwo z branży inżynierii genetycznej, które pracuje nad stworzeniem zmodyfikowanych mikroorganizmów do produkcji takich alternatywnych paliw jak: etanol i wodór.
Firma została założona przez Craiga Ventera.